# Lagen om skydd mot olyckor
Lagen om skydd mot olyckor (2003:778), ersatte Räddningstjänstlagen 1 januari 2004, och är en lag i Sverige som reglerar bland annat kommunal räddningstjänst, sjöräddningstjänsten, flygräddningstjänsten och fjällräddningen.De första paragraferna i lagen innehåller allmänna bestämmelser som säger att lagen syftar till att ge alla människor likvärdigt skydd mot olyckor. Lagen definierar Räddningstjänst med de räddningsinsatser som stat eller kommunerna ansvarar för, för att hindra och begränsa skador på människor, egendom eller miljön.
Lagen reglerar även de krav som ställs på privatpersoner som får kännedom om en olycka eller brand som kan innebära fara för någons hälsa eller miljön. Även företag och privatpersoner som bedriver farlig verksamhet eller verksamheter där olyckor kan få stora konsekvenser omfattas och man kan här läsa om vem som till exempel ansvarar för brandskyddet på en publik anläggning.
Enligt lagen om skydd mot olyckor kan staten ta över ansvar för en räddningsinsats från kommunal(a) räddningstjänst(er). Så skedde till exempel i augusti 2014, då Länsstyrelsen i Västmanlands län beslöt överta ansvaret för räddningsinsatsen vid Skogsbranden i Västmanland 2014.